# Сицилийская Википедия
Сицили́йская Википе́дия (сиц. Wikipedia ’n sicilianu) — раздел Википедии на сицилийском языке. Создана 5 октября 2004 года.

Сицилийская Википедия по состоянию на сегодняшний день содержит 26 238 статьи, 47 928 зарегистрированных пользователей, 7 администраторов. Общее количество страниц в сицилийской Википедии — 55 823, правок — 766 749, загруженных файловзагруженных файлов — 1083. Глубина (уровень развития языкового раздела) сицилийской Википедии мала и составляет 17,5 пунктов. 
| Посетители сицилийской Википедии (февраль 2016) | Посетители сицилийской Википедии (февраль 2016) | Посетители сицилийской Википедии (февраль 2016) | Посетители сицилийской Википедии (февраль 2016) | Посетители сицилийской Википедии (февраль 2016) |
| Страна                                          |                                                 |                                                 | %Просмотров                                     |                                                 |
| ----------------------------------------------- | ----------------------------------------------- | ----------------------------------------------- | ----------------------------------------------- | ----------------------------------------------- |
| Румыния                                         |                                                 |                                                 | 42.9 %                                          |                                                 |
| США                                             |                                                 |                                                 | 28.6 %                                          |                                                 |
| Италия                                          |                                                 |                                                 | 28.6 %                                          |                                                 |